# Fontaine-Notre-Dame, Nord
Fontaine-Notre-Dame là một xã ở tỉnh Nord trong vùng Hauts-de-France, Pháp.